# Profane (album)
Pour les articles homonymes, voir Profane.
 (juin 2011).
Albums de Couch
 Fantasy Figur 5
Profane est le cinquième opus du groupe allemand de post-rock Couch, sorti en 2001.

## Titres
| No | Titre          | Durée |
| -- | -------------- | ----- |
| 1. | Plan           | 3:33  |
| 2. | Alle Auf Pause | 5:29  |
| 3. | Was Alles Hält | 4:35  |
| 4. | 12 Sind Nur 4  | 5:43  |
| 5. | Meine Marke    | 4:33  |
| 6. | Kurzer Punkt   | 4:23  |
| 7. | Doch Endlich   | 6:24  |
| 8. | Farbe          | 3:45  |